# Остаде, Адриан ван
Адриан ван Оста́де (нидерл. Adriaen van Ostade; 10 декабря 1610, Харлем — 2 мая 1685, там же) — голландский живописец и гравёр, мастер офорта «Золотого века голландской живописи». Один из основоположников «крестьянского» бытового жанра. Ученик Франса Халса, старший брат Исаака ван Остаде.

## Биография

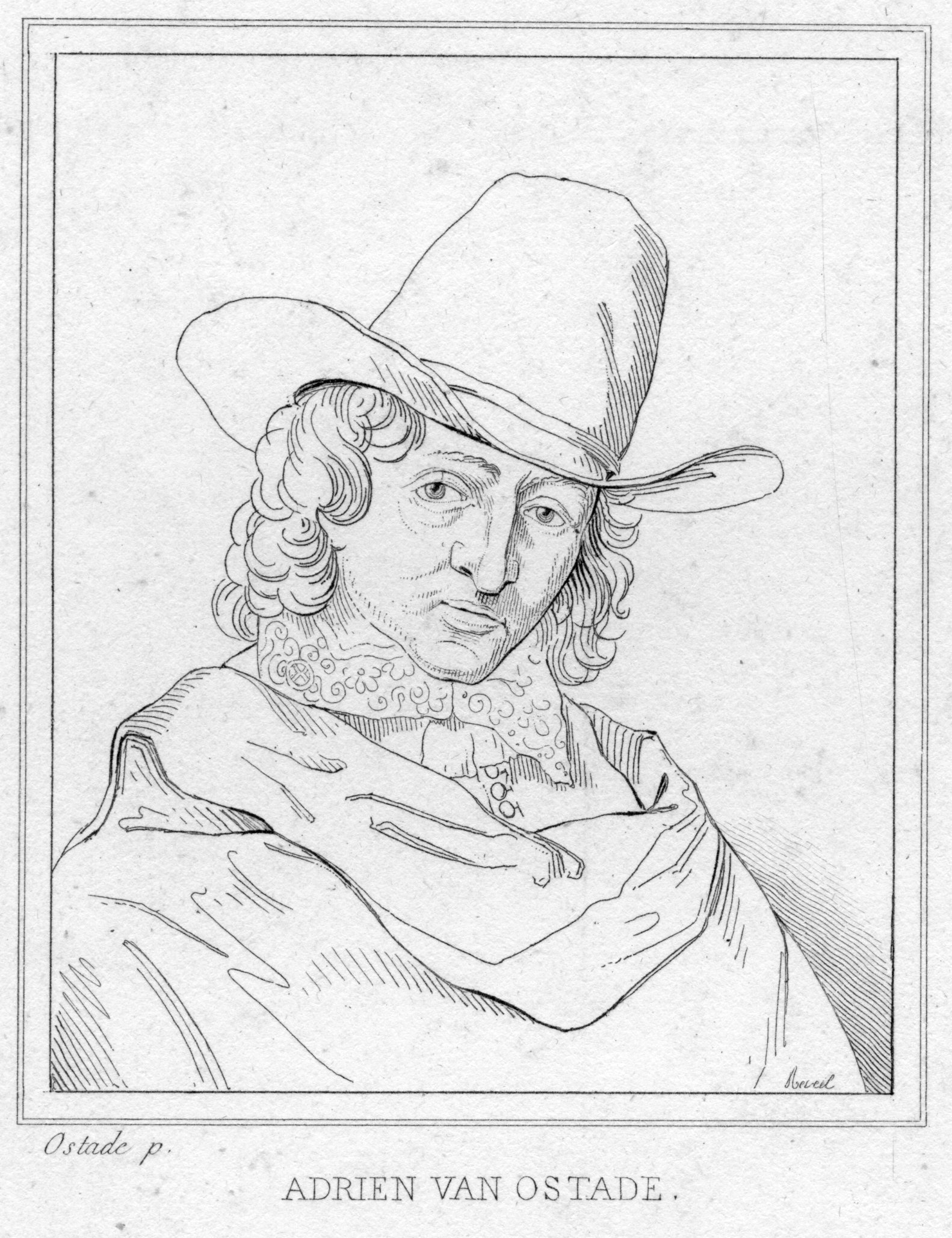
Э. А. Ревейль. Портрет Адриана ван Остаде по автопортрету художника. Ок. 1850

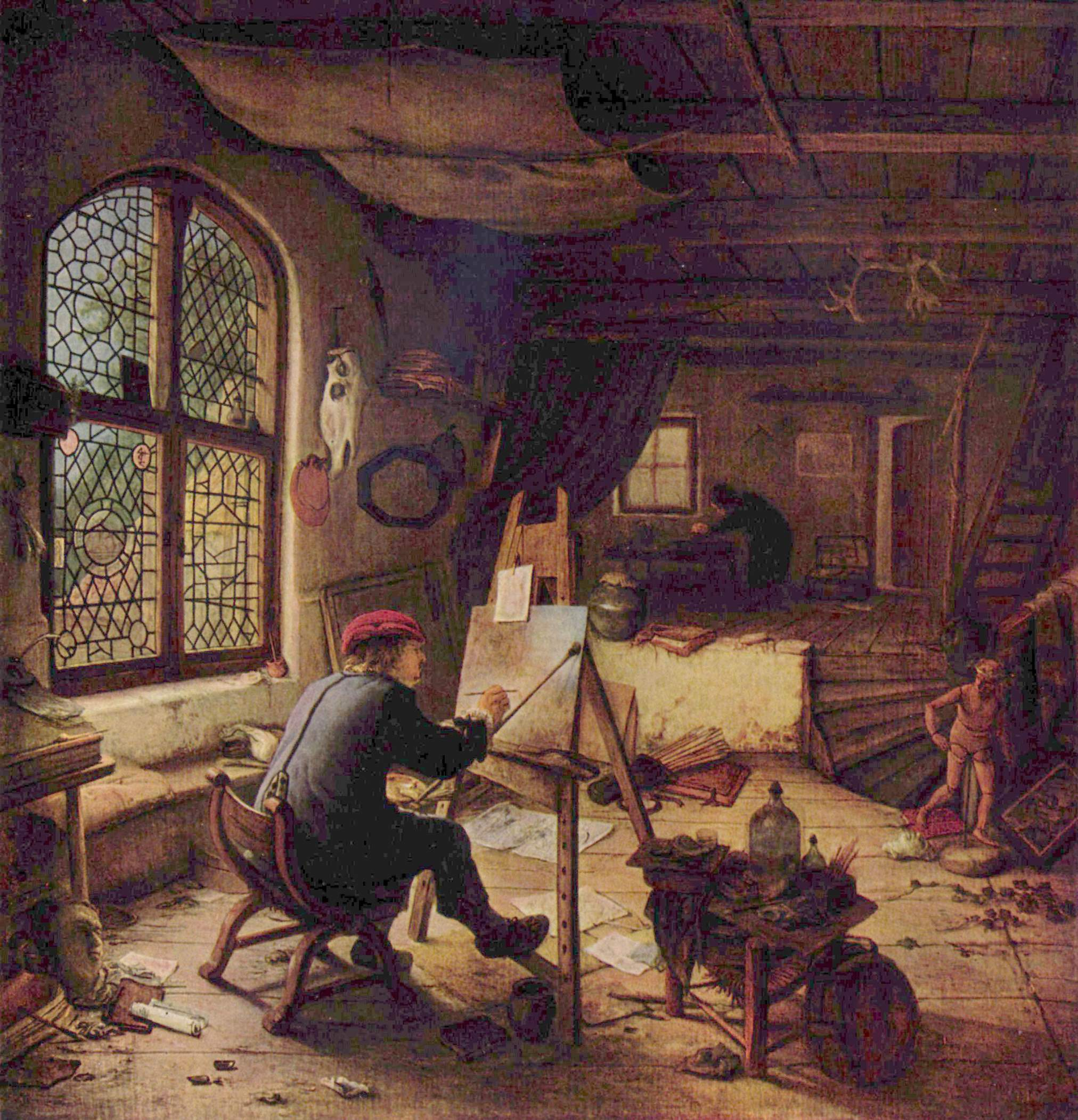
Живописец в своей мастерской Автопортрет. 1663. Дерево, масло. Галерея старых мастеров, Дрезден

Адриан ван Остаде был старшим сыном Яна Хендрикса Остаде, родом из деревни Остаде (теперь Астен). И Адриан, и его брат Исаак взяли себе имя «ван Остаде», когда стали художниками. Личная жизнь Ван Остаде была полна неудач. Он женился в 1638 году, но его жена умерла в 1640 году, после чего Адриан женился вторично. В 1666 году он снова овдовел.
Адриан ван Остаде учился у Франса Халса и вначале работал в его манере. На его дальнейшее творчество 1640-х годов оказала влияние живопись Рембрандта. Благодаря успешным продажам своих картин Остаде со временем стал богатым человеком. В конце жизни он занялся рисованием пером и тушью, изготовлением гравюр (что было прибыльным делом), писал акварелью.

## Творчество
За свою жизнь Остаде написал девятсот двадцать картин малого формата и большей частью юмористического содержания, повествующих о жизни горожан и крестьян. «Картины Остаде из-за их простоты, натуралистичности и силы выражения были очень популярны. Художника называли „Крестьянским Рембрандтом“». Героями его картин становились праздные представители низшего сословия: курильщики, пьяницы, игроки в карты, шарлатаны, драчуны и тому подобное, иногда он писал портреты. Остаде предпочитал изображать всё это по примеру Адриана Брауэра с юмором, тем самым вызывая в своё время восхищение и отвращение одновременно. Ван Остаде заимствовал эту тему у писателей того времени, таких как Г. А. Бредеро. Некоторым «героям» художника, «мятущимся озверелым фигурам» придан «какой-то фантастический характер. Отдалённо они даже напоминают сатанинских героев на картинах Босха и П. Брейгеля». При этом он соединил грубую, реалистическую традицию Брейгеля с буйным стилем своего учителя Франса Халса: особенно в первые годы его картины содержали изображения маленьких, уродливых карикатурных фигурок в лохмотьях, наслаждающихся алкоголем и табаком.
Е. И. Ротенберг писал, что под воздействием искусства Брауэра в ранних произведениях Остаде «преобладает резкий гротеск, сильное огрубление образов крестьян, граничащее с карикатурой», но с общим подъёмом голландского искусства «прогрессирует и искусство Остаде», последующие произведения художника «идут по линии углубления человеческих образов».
В первые годы Остаде использовал преимущественно серые и коричневые тонами, скупо дополняемые бледно-красным, фиолетовым и синим. Поздний период творчества художника отмечен тонкой живописью, яркими красками. Деревенские жители в его картинах по-прежнему пьют и танцуют, но это уже не карикатура. Иногда Остаде даже избирает такую сложную тему, как «Благовещение пастухам» (1640). В то время он написал несколько пейзажей. Он также экспериментировал по примеру Рембрандта с контрастами света и тьмы. Ярким примером его зрелой живописи является картина 1635 года «Крестьяне, празднующие в амбаре». В поздних произведениях художник создаёт глубину, изображая фигуры на дальнем плане всё более бледными оттенками. Картина «Художник в своей мастерской» (1663) — одно из самых тонких произведений этого периода. Картины третьего периода (в большинстве своём интерьеры с изображением людей) выделяются тщательностью исполнения и светлыми тонами.
Среди его учеников и последователей были К. П. Бега, Р. Бракенбург, К. Дюсарт, М. ван Мюсхер, Я. Стен.
Картины Адриана ван Остаде хранятся в картинных галереях Берлина, Дрездена, Вены (Императорская картинная галерея, галерея Лихтенштейн), в Лувре, в Мюнхене, в Амстердаме, Гааге, Санкт-Петербурге, Пензе, Рязани и других музеях. Живопись Остаде, как и других голландских «жанристов», была популярна в России в XIX веке. Только в санкт-петербургском Эрмитаже хранятся двадцать шесть произведений художника и пять картин его брата Исаакса ван Остаде. Среди картин старшего брата выделяются, отмеченные ещё А. Н. Бенуа, картины из серии «Пять чувств» (сохранилось четыре: «Зрение», «Обоняние», «Вкус», «Слух»).

## Галерея

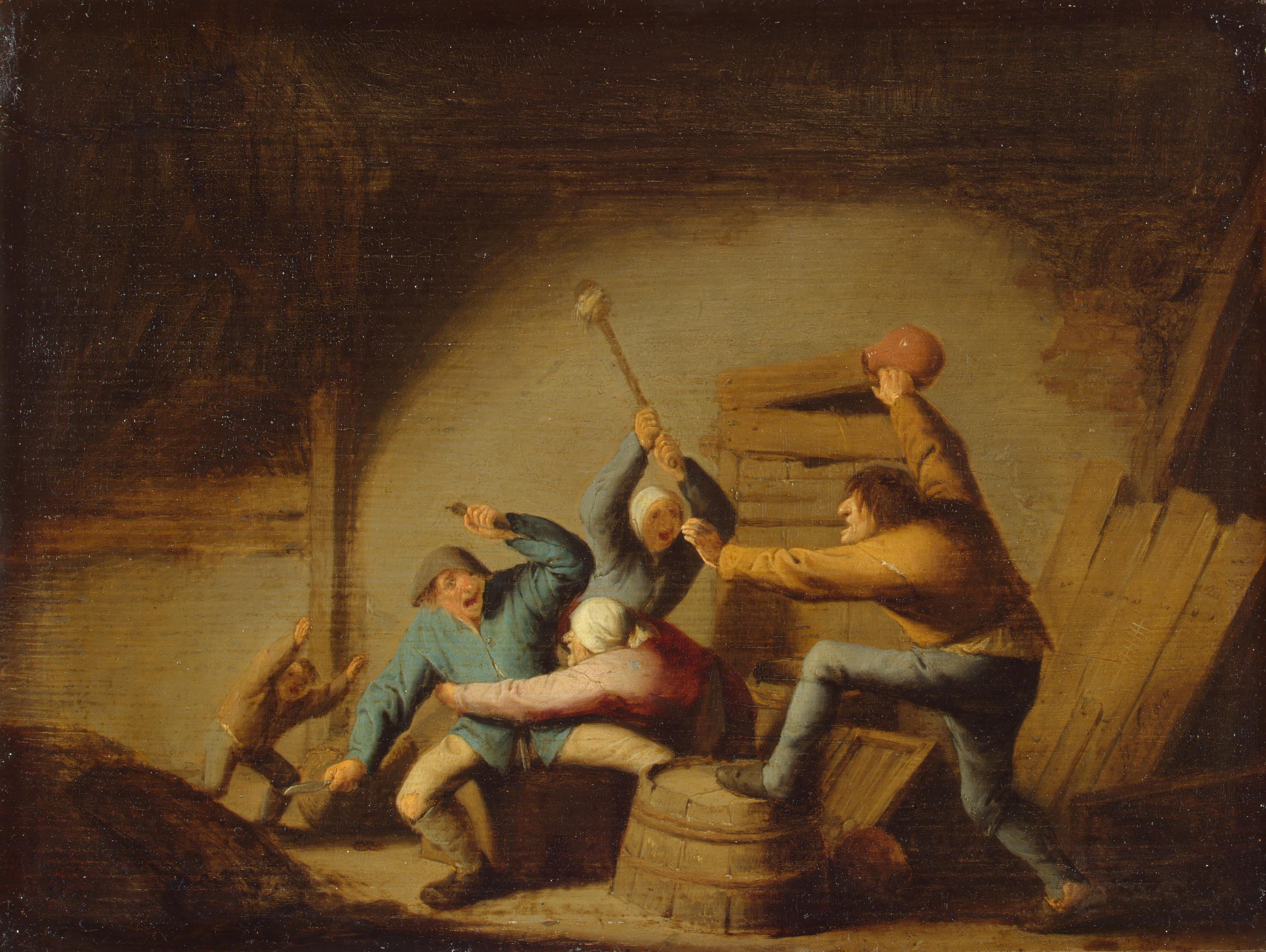
Крестьянская драка. 1637. Дерево, масло. Государственный Эрмитаж, Санкт-Петербург
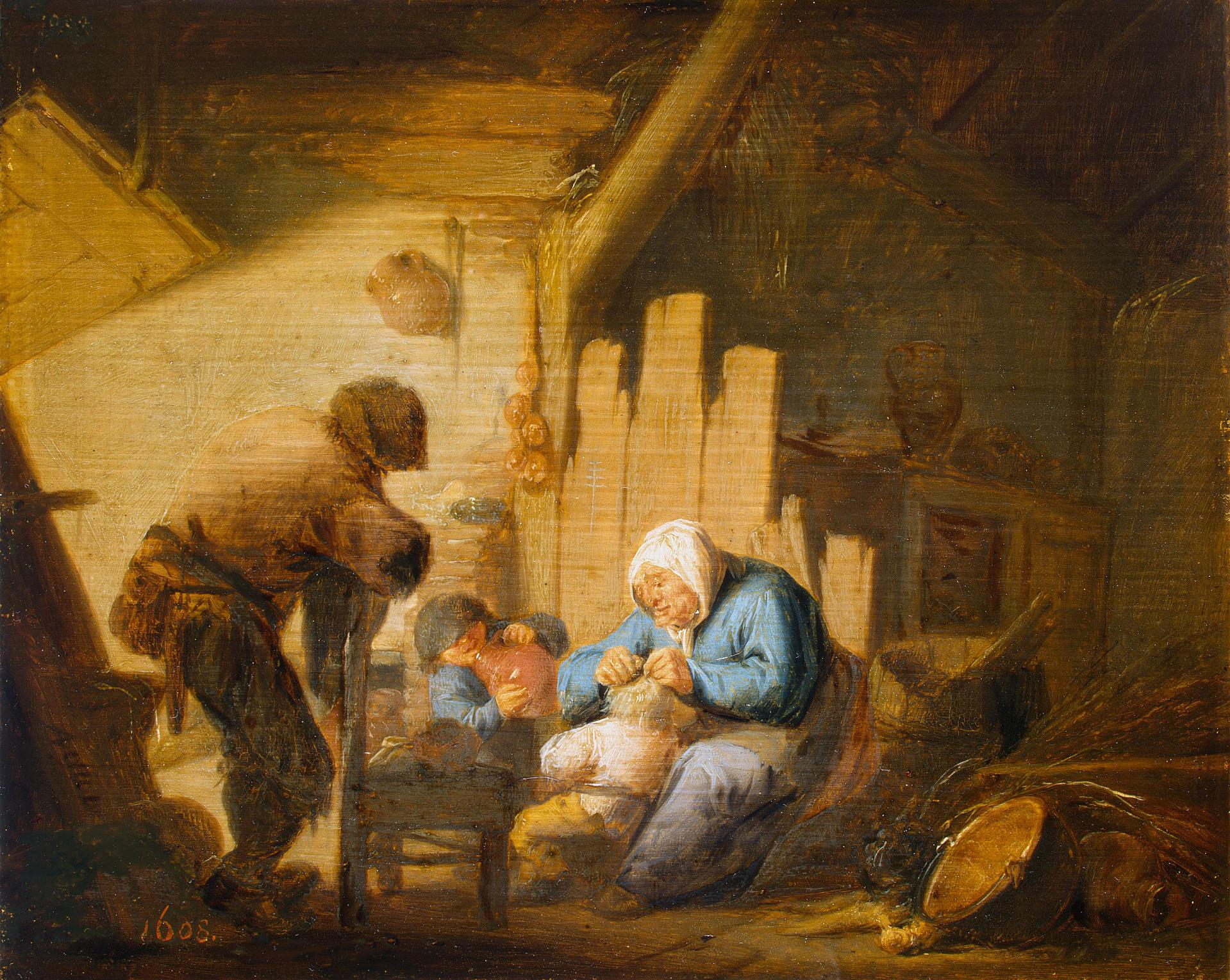
Зрение. Из серии «Пять чувств». 1635. Дерево, масло. Государственный Эрмитаж, Санкт-Петербург
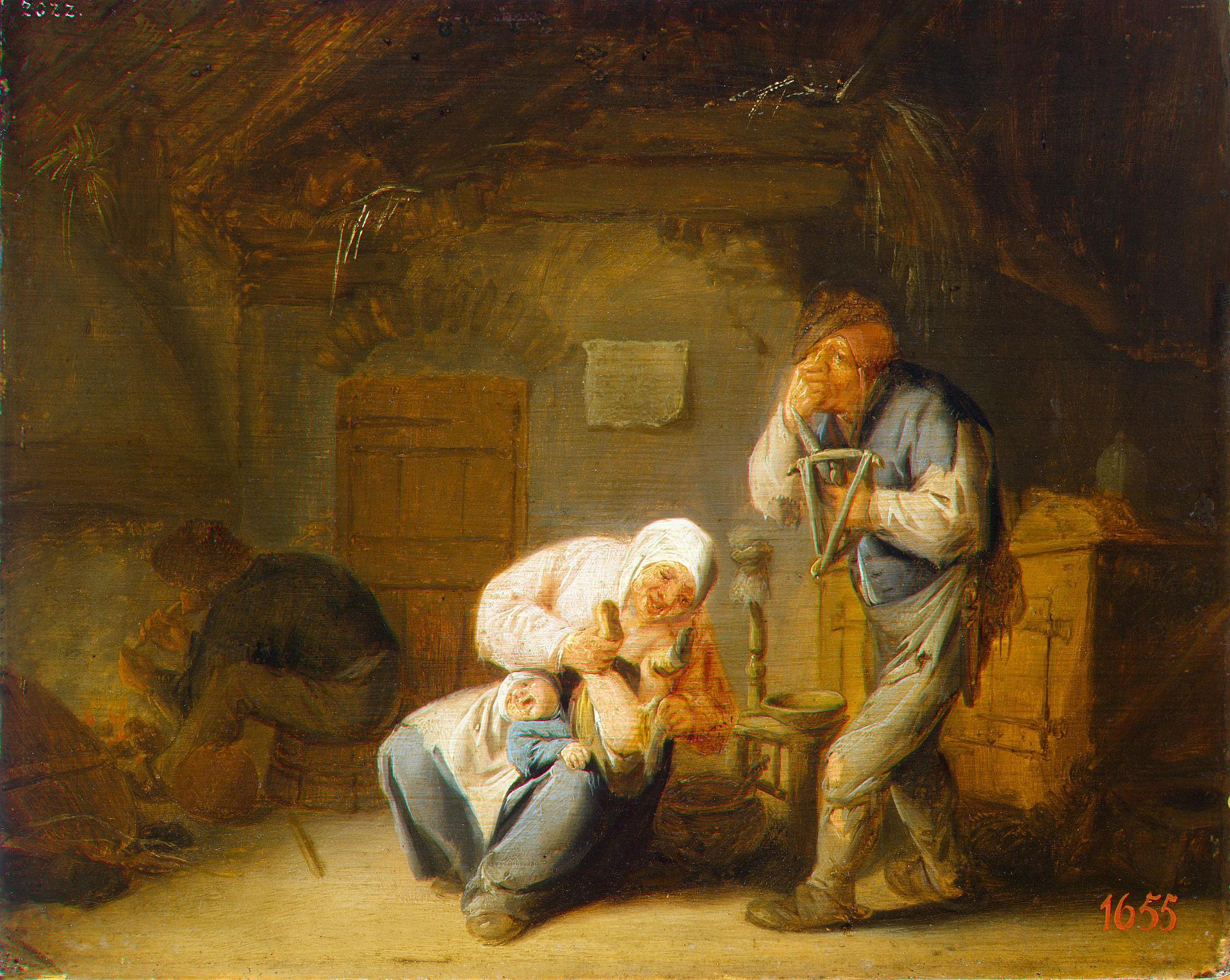
Обоняние. Из серии «Пять чувств». 1635. Дерево, масло. Государственный Эрмитаж, Санкт-Петербург
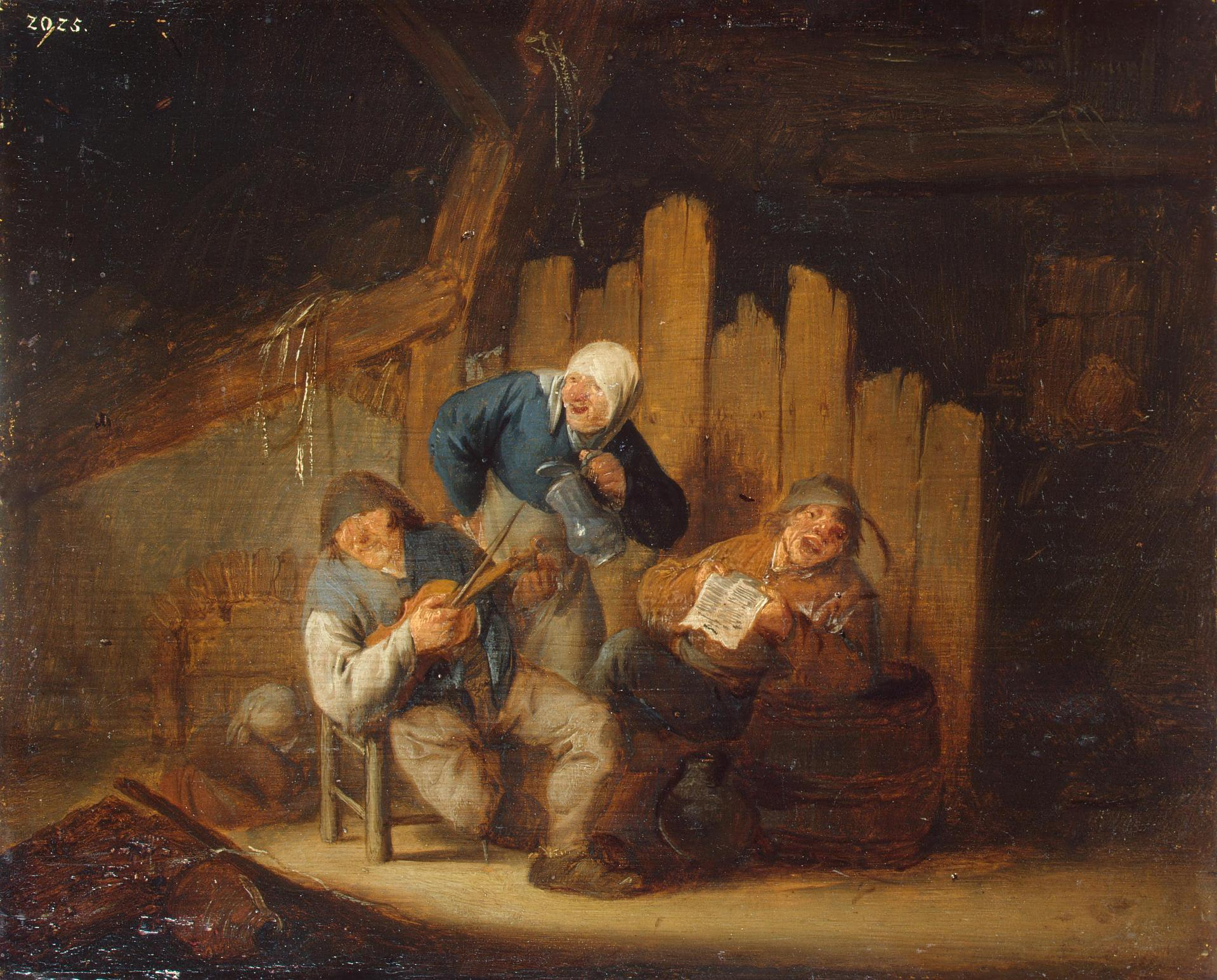
Слух. Из серии «Пять чувств». 1635. Дерево, масло. Государственный Эрмитаж, Санкт-Петербург
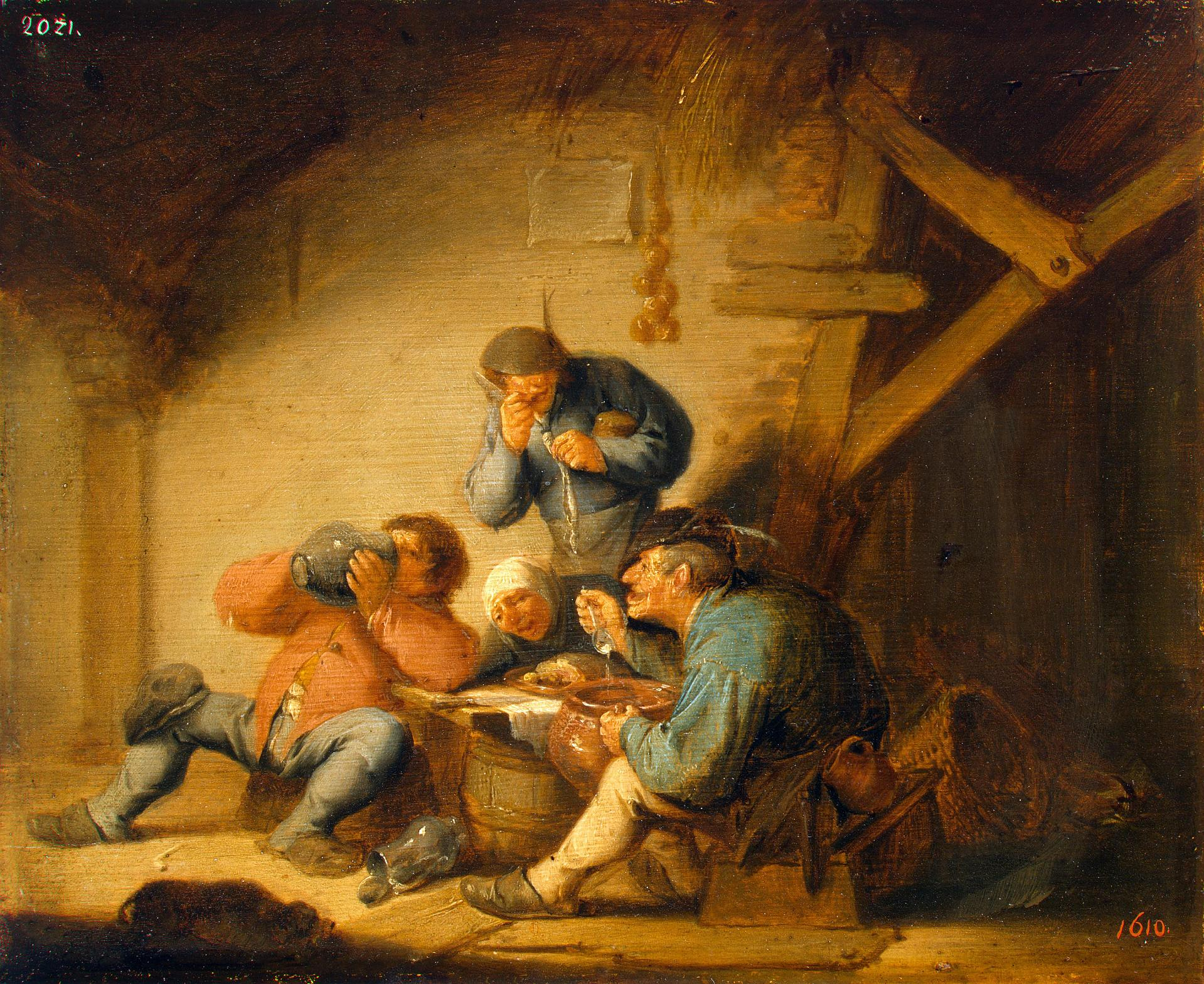
Вкус. Из серии «Пять чувств». 1635. Дерево, масло. Государственный Эрмитаж, Санкт-Петербург
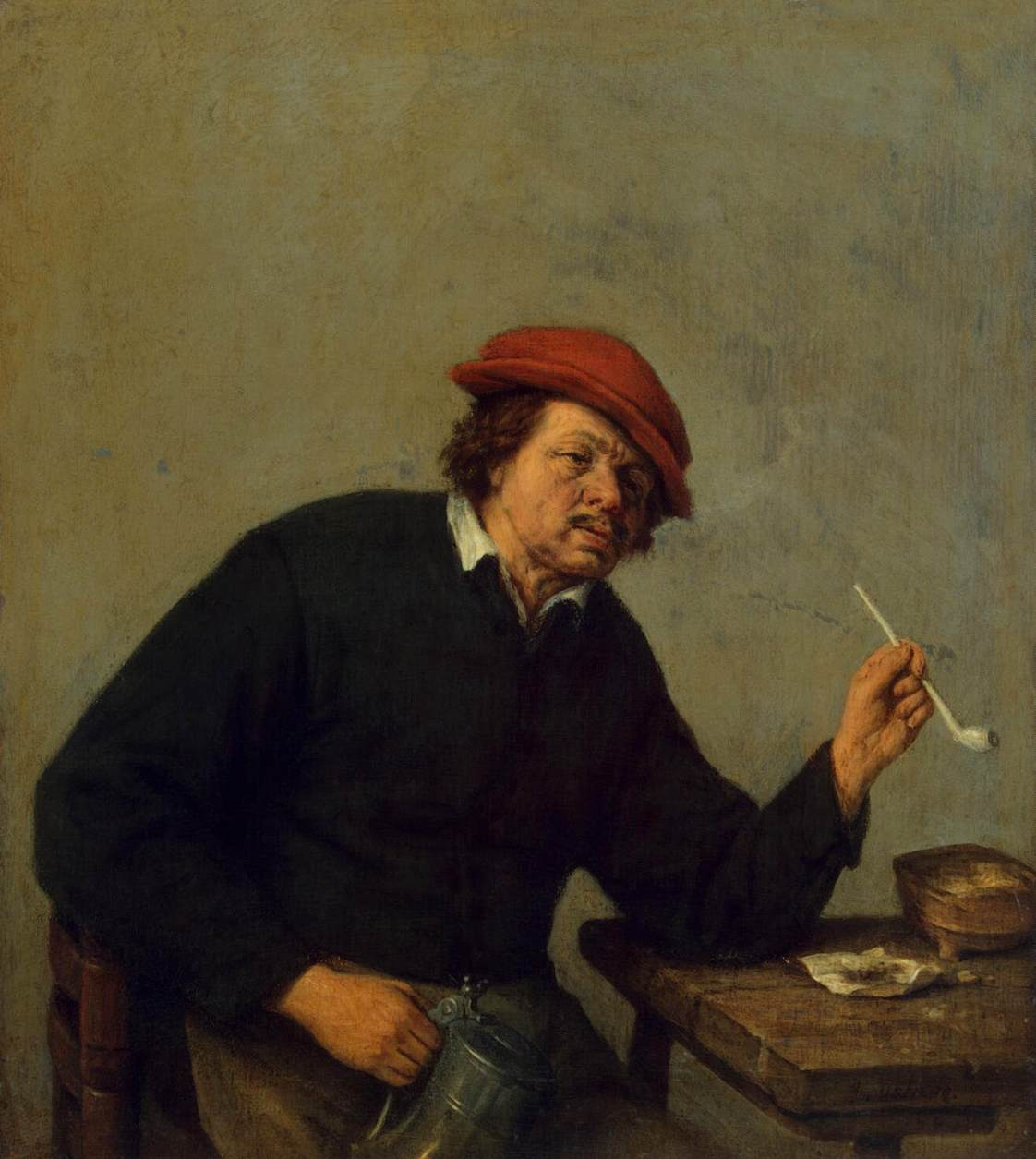
Курильщик. Ок. 1655. Дерево, масло. Государственный Эрмитаж, Санкт-Петербург
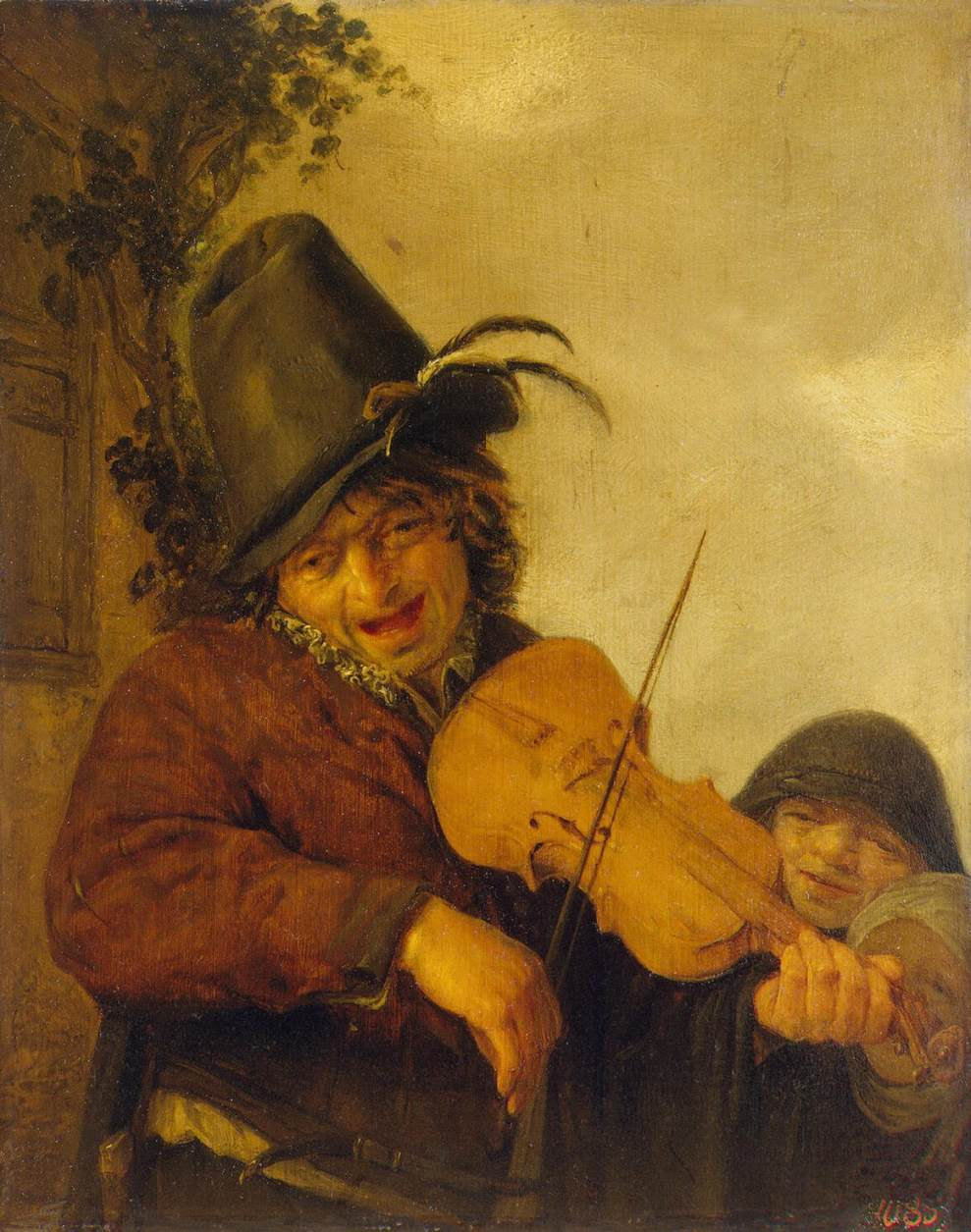
Странствующий музыкант. 1648. Дерево, масло. Государственный Эрмитаж, Санкт-Петербург
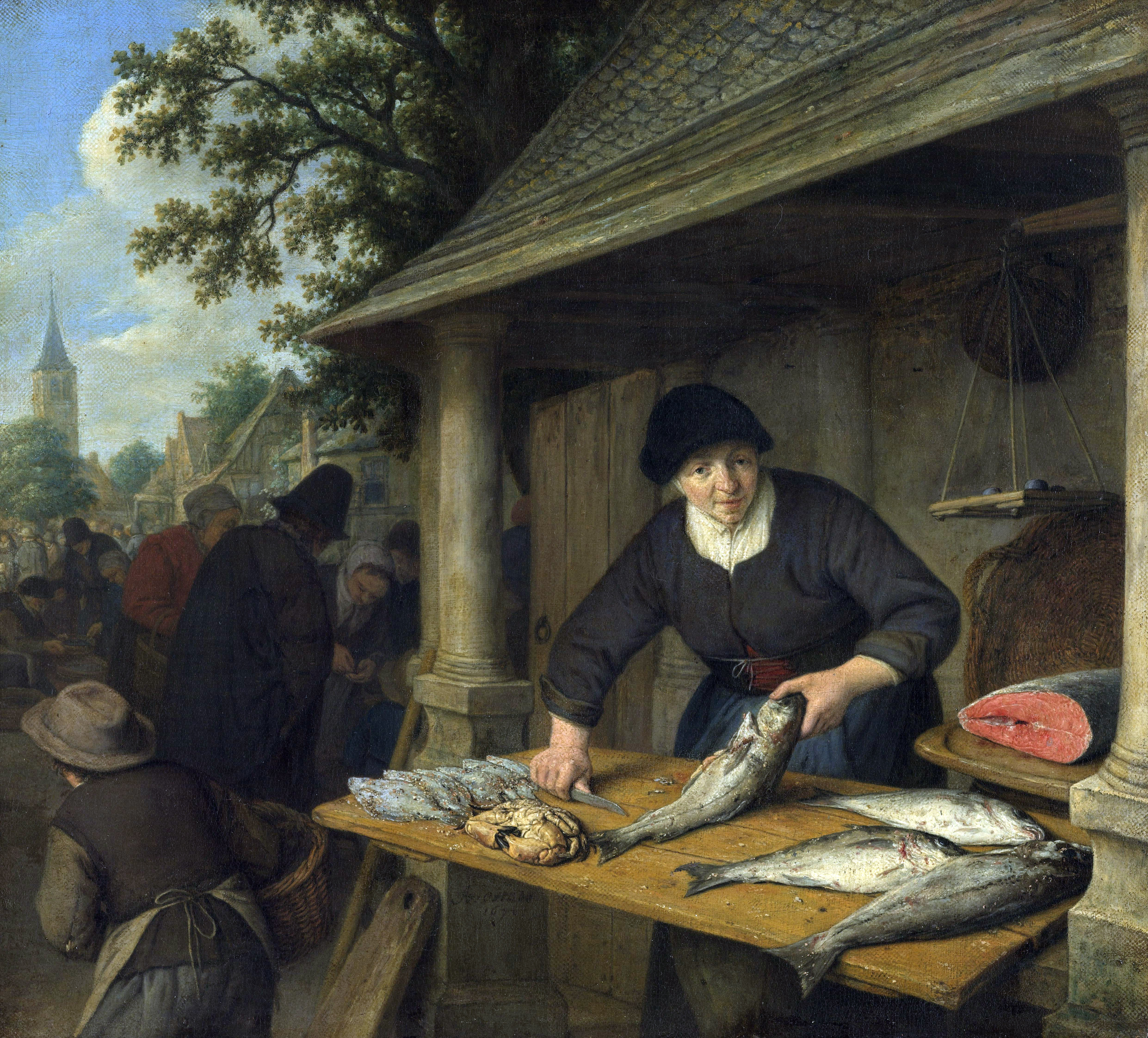
Торговка рыбой. 1672. Холст, масло. Рейксмюсеум, Амстердам
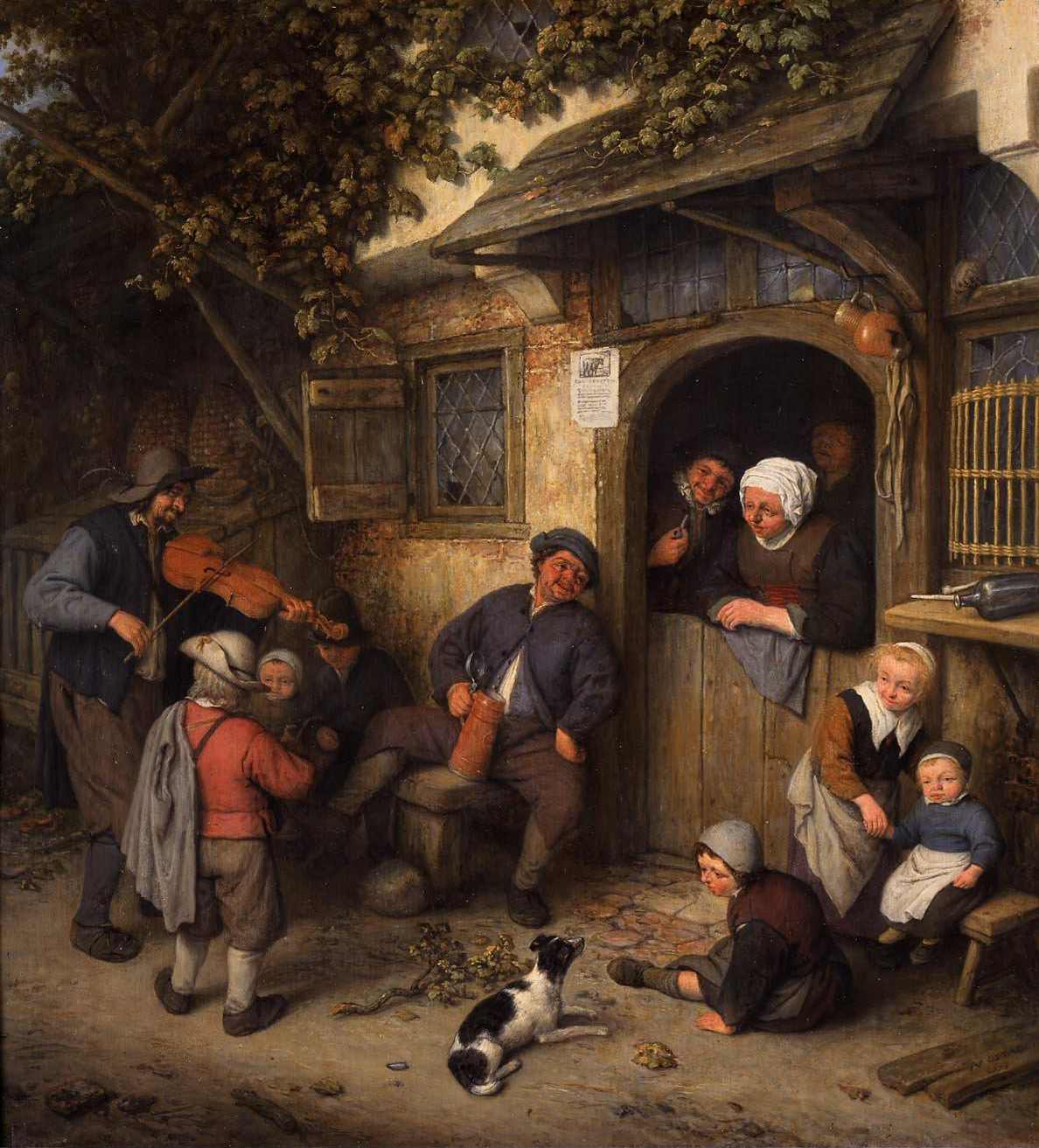
Скрипач. 1673. Дерево, масло. Маурицхёйс, Гаага
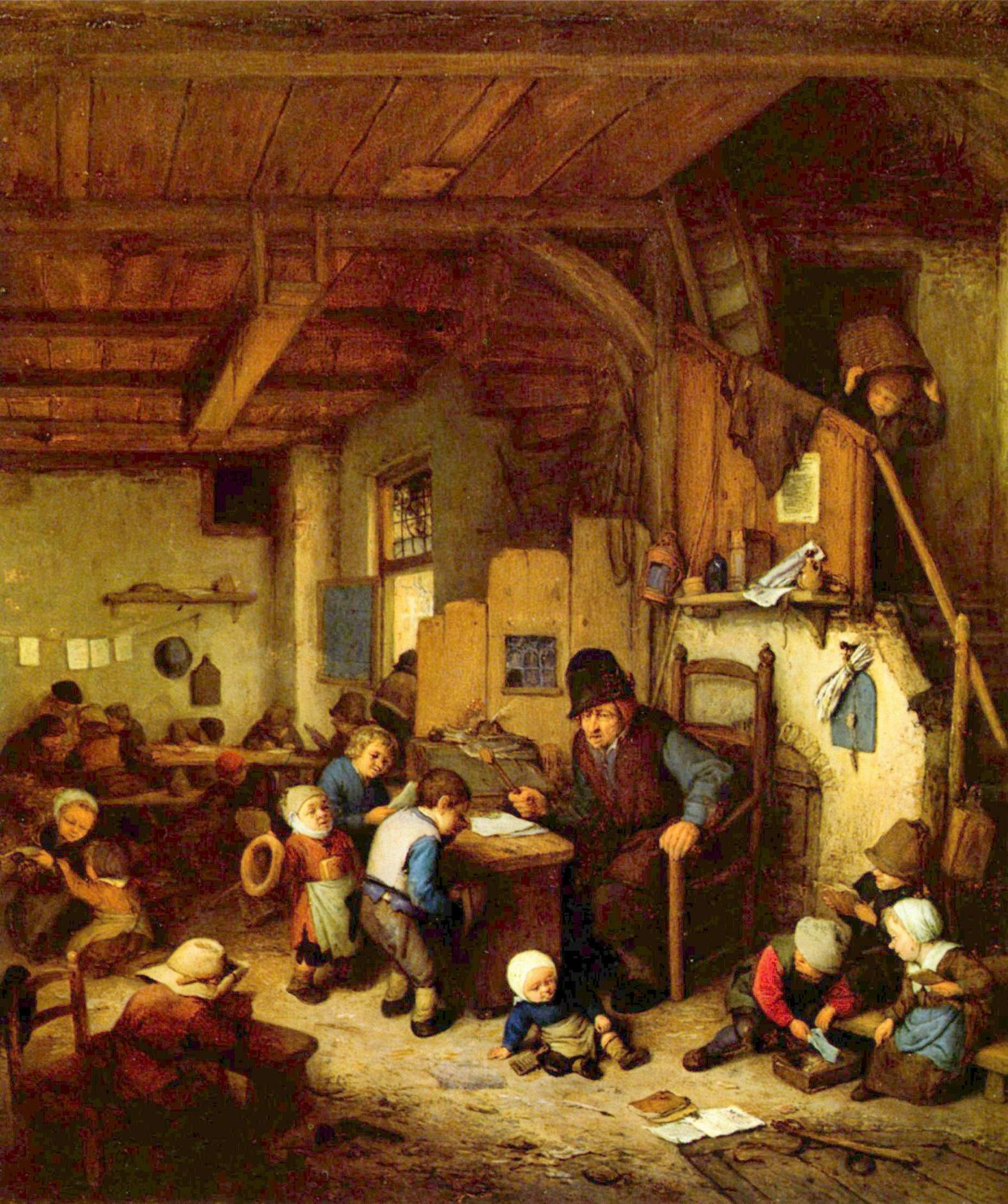
Школьный учитель. 1662. Дерево, масло. Лувр, Париж
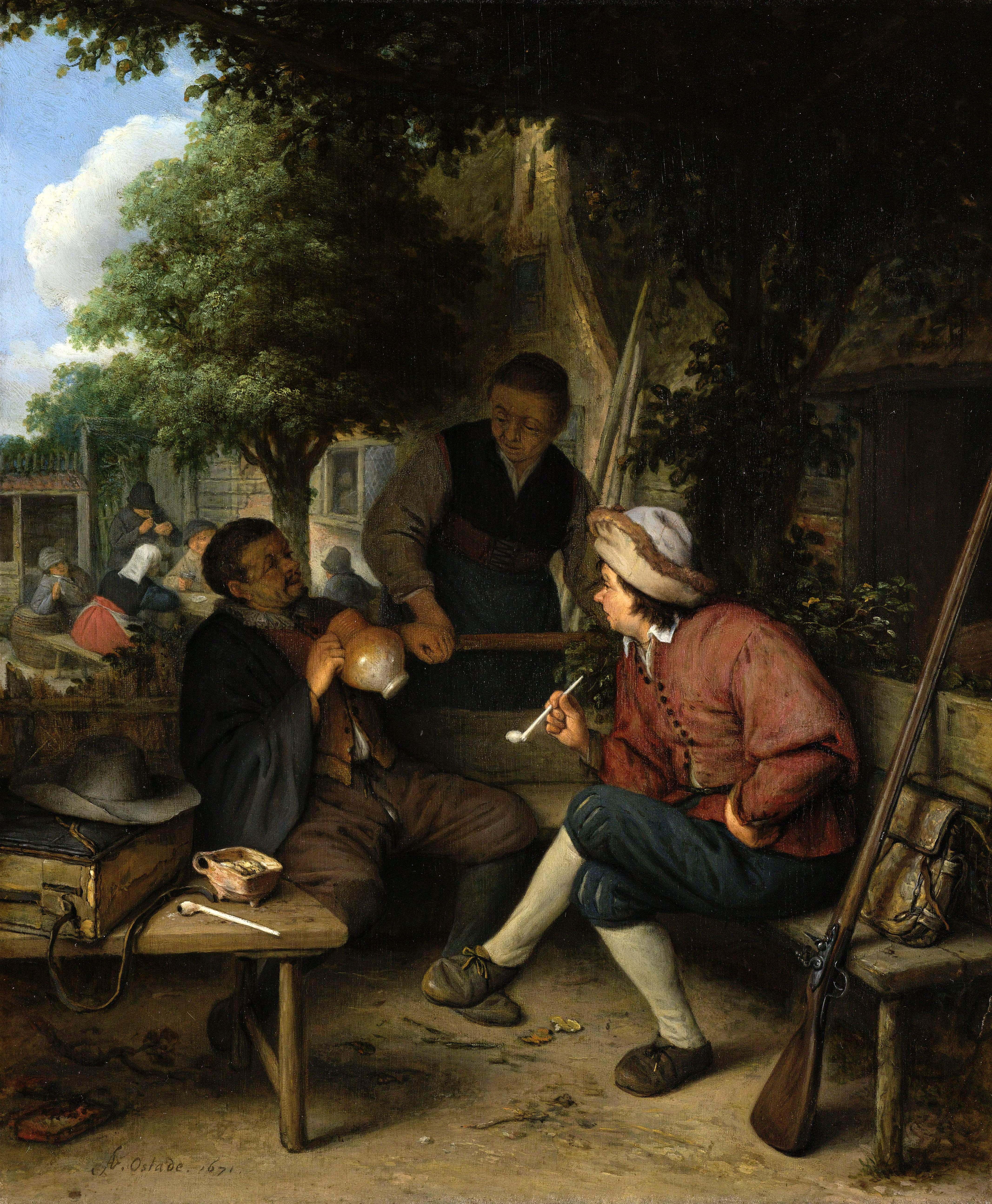
Отдыхающие путники. 1671. Дерево, масло. Рейксмюсеум, Амстердам
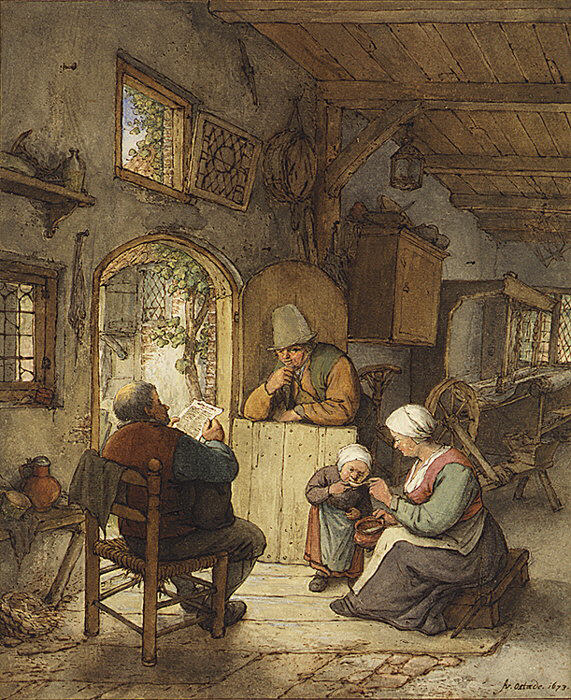
Чтение новостей в доме ткачей. 1673. Бумага, тушь, перо, акварель. Метрополитен-музей, Нью-Йорк
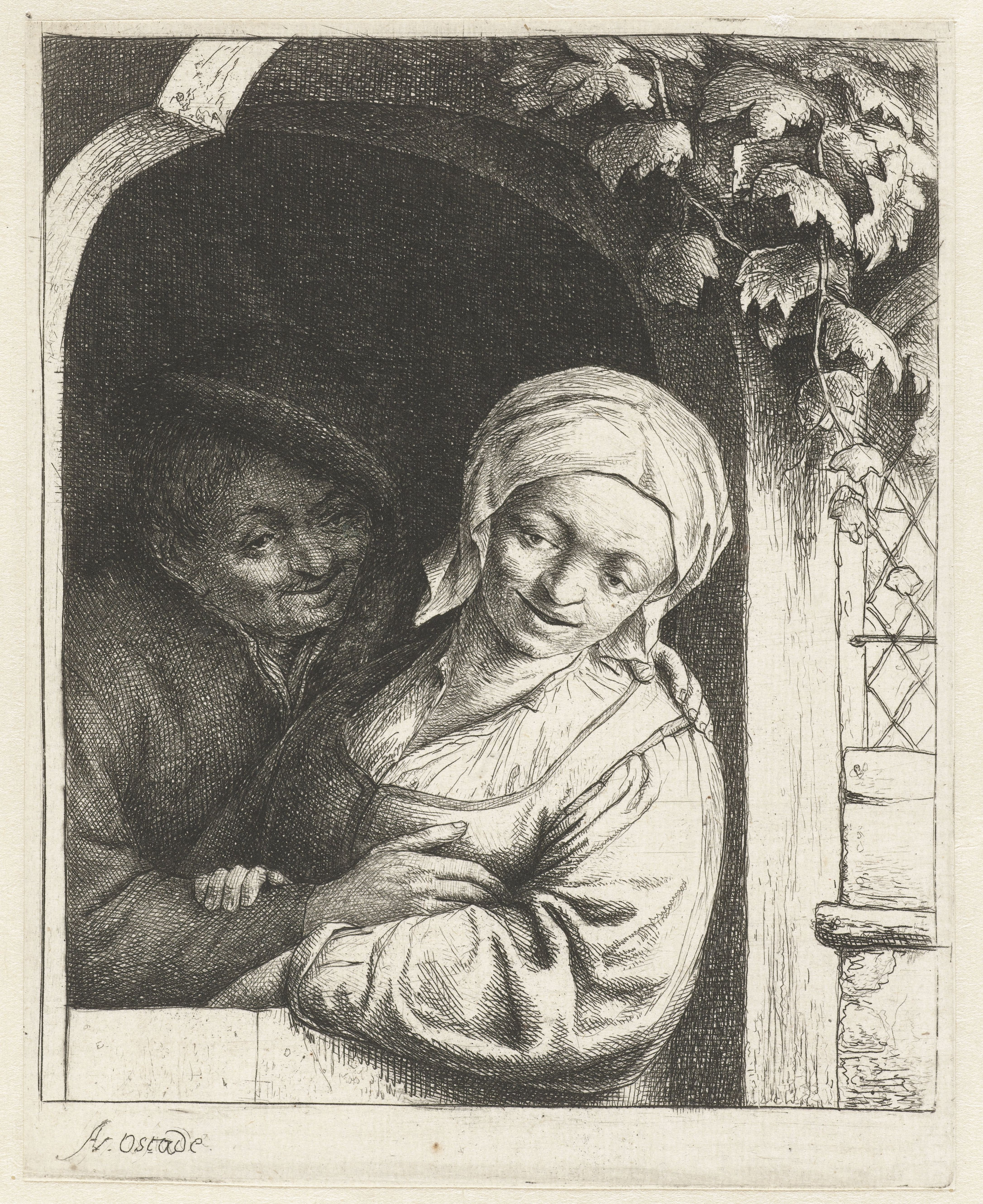
Фермер и его жена как любовная пара в дверях. Между 1650 и 1654. Офорт
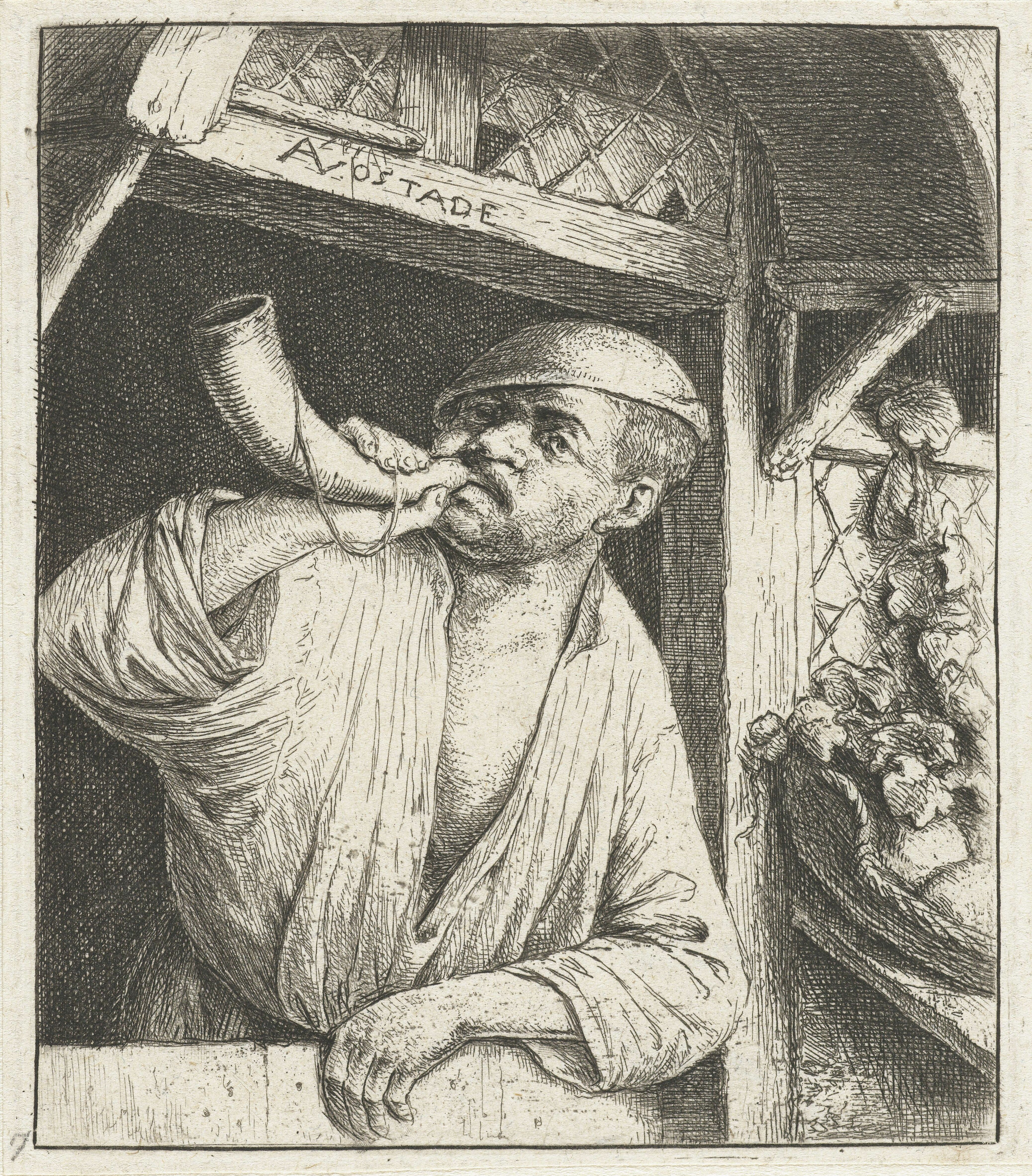
Пекарь трубит в рог. Между 1646 и 1650. Офорт